# دبلیو تی پرستون
دبلیو تی پرستون (به انگلیسی: W. T. Preston) یک کشتی است که طول آن ۱۶۳ فوت ۶ اینچ (۴۹٫۸۳ متر) می‌باشد.